# Pitfall (película de 1948)
Pitfall es una película policial estadounidense de 1948 dirigida por André de Toth. El largometraje está basado en la novela The Pitfall de Jay Dratler, y protagonizado por Dick Powell, Lizabeth Scott y Jane Wyatt y Raymond Burr. 
Powell y Lizabeth Scott repitieron sus papeles en una transmisión de la historia en el Lux Radio Theatre el 8 de noviembre de 1948. 

## Trama
John "Johnny" Forbes (Dick Powell) es un marido y padre de clase media que está cansado de su aburrida rutina y trabaja para Olympic Mutual Insurance Company en el centro de Los Ángeles. En un día en el que está especialmente desanimado por su vida, el investigador privado y ex policía JB "Mac" MacDonald (Raymond Burr) le informa sobre un malversador que había tenido una garantía por Olympic Mutual. El hombre, Bill Smiley (Byron Barr), está cumpliendo condena por el delito y es elegible para obtener libertad condicional en dos meses. Smiley le había dado varios obsequios costosos, incluida una lancha rápida llamada Tempest, a su novia, la modelo de Santa Mónica Mona Stevens (Lizabeth Scott).
Mac admite que se siente atraído por Mona y, queriendo permanecer en el caso, se ofrece a hablar con ella sobre cómo recuperar los obsequios ilícitos. Forbes le dice al investigador que su trabajo ya está hecho y que él mismo irá. En su apartamento, la sensual rubia coopera, especialmente después de enterarse de que la libertad condicional de Smiley podría acelerarse si lo hace. Sugiere que vayan a tomar una copa. Salen en la lancha rápida, turnándose para conducirla; Forbes se da cuenta de cuánto ama el barco. Después de las bebidas, Mona sugiere cenar. Los dos comienzan una relación física. Mac, que está estacionada afuera de su departamento, ve a Forbes irse mucho más tarde esa noche.
Al día siguiente, Mac espera a Forbes en su oficina. Dice que ha notado la lista de artículos recuperados de Mona, pero que el barco no está allí. Forbes niega tener conocimiento de ello. Mac revela que posee la factura de venta. Reitera lo mucho que le gusta Mona y le pregunta a Forbes sobre qué pasó tanto tiempo hablando con ella. Forbes queda desconcertado y ve que también se debe incautar el barco. Cuando le cuenta a Mona sobre esto, que Mac sabía que le había dejado quedárselo y que podría causar problemas, ella le revela que Mac había estado golpeando su puerta la noche anterior "hasta altas horas".
Cuando Forbes llega a casa, Mac está allí y procede a golpearlo, diciendo: "Te dije que me gusta esa chica" y "tal vez esto te mantendrá en casa, donde perteneces, durante unos días".
Una Mona feliz se despierta a la mañana siguiente y descubre que Forbes ha dejado su maletín en su apartamento. Desde su trabajo en los grandes almacenes May Company, llama por teléfono a su oficina y se entera de que él se ha reportado enfermo. Ella toma prestado el auto de una compañera de trabajo, habiendo decidido ir a la casa de Forbes para visitarlo y llevarle algo de comida. Obtiene su dirección de una tarjeta en el maletín. Llega en el momento en que el médico, la esposa de Forbes, Sue (Jane Wyatt), y su hijo Tommy (Jimmy Hunt) están afuera. Ella escucha su conversación y se da cuenta del estado civil de su amante. Cuando se recupera, Forbes se encuentra con Mona y ella rompe la relación porque no quiere destruir a su familia.
Forbes se vuelve a dedicar a su esposa, su hijo y su carrera, sintiendo una nueva satisfacción. Mientras tanto, Mac sigue acosando a Mona, tanto en su trabajo como en casa. Ella le dice sin rodeos que no le agrada, pero él no se detiene. Mona se pone en contacto con Forbes para decirle que cuando amenazó con llamar a la policía, Mac a su vez amenazó con contarle a Sue sobre el asunto. Forbes va al apartamento de Mac y le propina una paliza, prometiendo matarlo si alguna vez vuelve a hablar de su familia. Mac visita a Smiley en prisión y deja entrever que Mona ha estado encontrándose con el tasador de seguros. Al poco tiempo, Mona se entera de que su cooperación tuvo efecto y que Smiley saldrá de la cárcel de forma inminente. Ella lo visita el día anterior y él, enojado, le pregunta por Mac y Forbes, y ve que ella no lleva el anillo de compromiso que él le había regalado con los fondos robados.
Mona le cuenta a Forbes que Mac ha estado visitando a Smiley y provocándolo. En casa, Sue, que no ha creído la historia que le contó su marido sobre cómo fue golpeado por atracadores, lo sondea para que le diga lo que tiene en mente. Cuando está a punto de hacerlo, su hijo tiene una pesadilla y  el tema se abandona.
Cuando Smiley es liberado, Mona lo encuentra bebiendo en su apartamento. Mac le dio un arma y quiere saber de ella por qué Mac quiere que mate a Forbes. Mona admite la aventura pero le ruega que comprenda que ha terminado. Él dice que puede perdonarla, pero no a Forbes, y se va. Mona llama a Forbes para advertirle. Forbes le dice a Sue que un hombre de la oficina vendrá a hablar con él. Espera en la oscuridad a Smiley, con su propia arma; cuando éste llega, Forbes logra acercarse sigilosamente y ordenarle que se vaya, pero Smiley no lo hace y rompe una ventana para entrar a la casa. Forbes lo mata a tiros.
Pensando que ya se han ocupado de sus dos rivales, Mac aparece en casa de Mona, esperando que ella se vaya con él. Ella le dispara y lo hiere.
Forbes permite que la policía piense que ha matado a un merodeador y, una vez que se han ido, finalmente le confiesa todo a Sue. A pesar de sus objeciones, y después de caminar por las calles toda la noche, también le cuenta todo al fiscal del distrito (John Litel). El fiscal del distrito declara a regañadientes que Johnny está a salvo porque se trató de un homicidio justificable; su historia coincide con la de Mona, que ahora está bajo custodia. El cargo en su contra dependerá de si Mac sobrevive.
Afuera, Sue está esperando a Forbes. Ella dice que le dará una segunda oportunidad, aunque no está segura de que su matrimonio vuelva a ser el mismo.

## Elenco
- Dick Powell como John Forbes
- Lizabeth Scott como Mona Stevens
- Jane Wyatt como Sue Forbes
- Raymond Burr como MacDonald
- John Litel como fiscal de distrito
- Byron Barr como Bill Smiley
- Jimmy Hunt como Tommy Forbes
- Ann Doran como Maggie
- Selmer Jackson como Ed Brawley
- Margaret Wells como Terry
- Dick Wessel como sargento de recepción

## Infracción del Código Hays
Según Madeleine Stowe, presentadora invitada en la proyección de la película en Turner Classic Movies el 21 de mayo de 2016, la producción tuvo problemas porque el guion violaba el Código Hays, ya que el adúltero no fue castigado suficientemente. Cuando el director de Toth se enteró, se reunió con dos miembros de alto rango del Código Hays, a quienes había seleccionado cuidadosamente. De Toth reveló que sabía que ambos estaban casados y ambos tenían amantes. Después de eso no hubo problemas. 

## Recepción
El crítico de cine Fernando F. Croce escribió sobre el guion y la dirección: El abismo del título, despiadadamente moral, se extiende horizontalmente en lugar de verticalmente, una pista lateral que sigue al desaliñado Dick Powell tocando fondo, vagando por las calles después de confesar asesinato y adulterio a su esposa Jane Wyatt. Puede que el destino esté en juego, pero el control de André de Toth es menos determinista que humanista, hermético pero herido, cada peón en la cuadrícula permitió un espacio mordaz para profundizar las consecuencias de sus propias acciones. 
El crítico de cine Dennis Schwartz opinó que: Powell es el arquetipo del hombre estadounidense promedio que vive el sueño americano en los suburbios, donde su tipo es visto como la columna vertebral del país. Esta película hace un buen trabajo al hurgar en ese sueño, mostrando que debajo de la superficie no todo está bien. 
Tom Milne, Time Out Film Guide, señaló que: “A pesar de un guion bastante plano, un choque no poco interesante entre moralidad y cine negro. Powell […] se salva gracias a un caso de doble rasero (Scott paga por su asesinato, Powell se escapa), pero la película sugiere que las cosas en los suburbios no volverán a ser las mismas que antes”. 
Un ex oficial de policía demandó a los productores por difamación alegando que la película estaba basada en él. 

## Medios domésticos
Pitfall fue lanzado en Blu-ray y DVD por Kino Lorber Studio Classics en noviembre de 2015. 